# Amerika Samoa
Amerika Samoa (Samoa américaines) est l'hymne national des Samoa américaines.
Le texte a été écrit par Mariota Tiumalu Tuiasosopo et la musique composée par Napoleon Andrew Tuiteleleapaga (en) Il a officiellement adopté en 1950.

## Paroles
Amerika Samoa

Lo’u Atunu’u pele ‘oe

Oute tiu I lou igoa

O ‘oe o lo’u fa’amoemoe

O ‘oe ole Penina ole Pasefika

E mo’omia e motu e lima

E ua ta’uta’ua au aga I fanua

Ma ou tala mai anamua

Tutuila ma Manu’a

Ala mai ia tu I luga

Tautua ma punou I lou Malo

Ia manuia ia ulu ola

Amerika Samoa

Ole Malo ole sa’olotoga

(reprise)

Tautua ma punou I lou Malo

Ia manuia ia ulu ola

Amerika Samoa

Ole Malo ole sa’olotoga

## Traduction anglaise
American Samoa

You are my beloved country

Your name I shan't search for

You are my hope

You are the jewel of the Pacific

That is the lure of the five islands

Your name forever holds

Your legends of yore

Tutuila and Manu'a Ala mai

Stand up and be counted

Serve and bow down to your country

Let it be blessed and grow

American Samoa

The land of the free

(reprise)

Serve and bow down to your country

Let it be blessed and grow

American Samoa

The land of the free